# Ernie Wasson

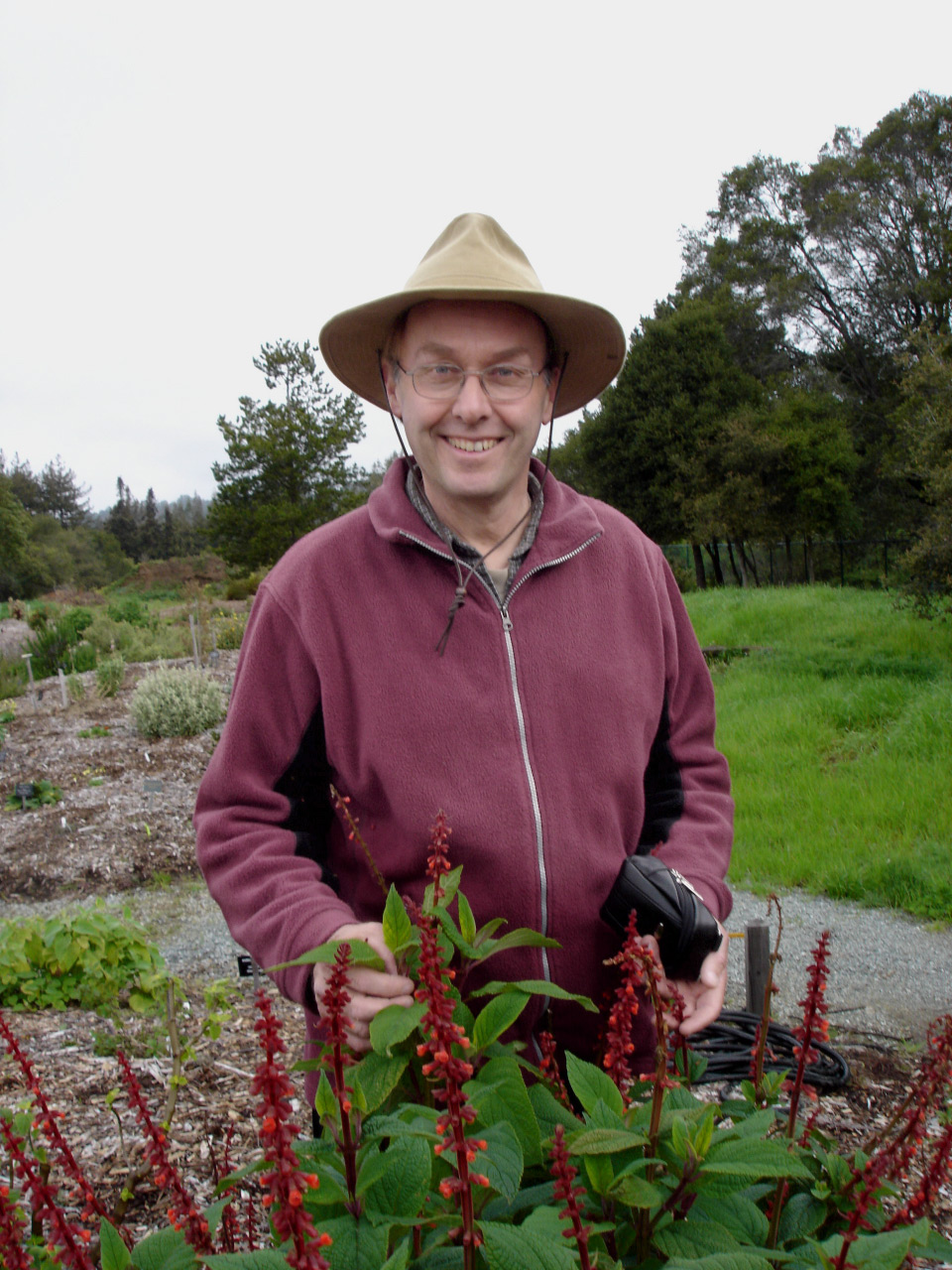
Ernie Wasson com Salvia confertiflora, 2005.

Ernie George Wasson (10 de janeiro de 1950 em Berkeley, Califórnia, Estados Unidos) é um jardineiro estadounidense, horticultor e autor.
Wasson estudou desde 1968 até 1974 na Humboldt State University, onde se graduou como Bacharel em Ciências de Geografia em 1974.
De 1978 a 1981 Wasson foi sócio da escola de horticultura no Condado de Humboldt na Califórnia e desde 1979 até 1981, foi membro da junta no College of Redwoods e mais tarde professor no Green Animals Topiary Gardens em Rhode Island.
De 1982 a 1984, graduou-se na Longwood Graduate Program in Ornamental Horticulture and Public Garden Management University of Delaware como Mestre em ciências.
Desde 1998, foi o director de um jardim de ensino no Cabrillo College em Aptos.
Wasson trabalhou para o Berkeley Horticultural Nursery. Foi assessor da edição original em Inglês de Botânica 2003.